# 大炮山虎耳草
大炮山虎耳草（学名：Saxifraga oreophila var. dapaoshanensis）为虎耳草科虎耳草属下的一个变种。

## 扩展阅读
- 維基物種上的相關：大炮山虎耳草